# Socalchemmis catavina
Espèce
Socalchemmis catavina est une espèce d'araignées aranéomorphes de la famille des Zoropsidae.

## Distribution
Cette espèce est endémique de Basse-Californie au Mexique. Elle se rencontre vers Cataviña et dans la Sierra de San Pedro Mártir.

## Description
Le mâle holotype mesure 7,7 mm et la femelle paratype 10,5 mm.

## Étymologie
Son nom d'espèce lui a été donné en référence au lieu de sa découverte, Cataviña.

## Publication originale
- Platnick & Ubick, 2001 : A revision of the North American spiders of the new genus Socalchemmis (Araneae, Tengellidae). American Museum novitates, no 3339, p. 1-25 (texte intégral).